# Domo C
El domo C, también conocido como domo Circe, domo Charlie o domo Concordia, está localizado (75°06′S 123°21′E / -75.100, 123.350) en la Antártida Oriental alcanzando en su cima una altitud de 3233 m s. n. m., y es uno de los varios domos de hielo de la calota Antártica. El domo C está localizado en la meseta Antártica a 1100 km al interior del gélido continente blanco desde la Base Dumont d'Urville de Francia, a 1100 km de la Base Casey de Australia, y a 1200 km y de la Base Mario Zucchelli de Italia en la bahía Terra Nova. La Base Vostok de Rusia está a 560 km de distancia. El domo C es el sitio en donde se encuentra la Base Concordia, operada conjuntamente por Francia e Italia.

## Historia
En la década de 1970 el domo C fue el sitio de perforaciones del campo de hielo realizadas por varias naciones. Fue llamado en inglés Dome Charlie (código de la letra C en el alfabeto radiofónico) por la U.S. Naval Support Force y su escuadrón VXE-6, que proveyó soporte logístico a los equipos de campo. En enero y noviembre de 1975, tres aviones LC-130 Hércules sufrieron severos daños durante un intento de aterrizar en el domo Charlie. En noviembre de 1975 y noviembre de 1976 la U.S. Navy estableció un campamento en el domo Charlie para recuperar los aviones. Tras las importantes reparaciones estructurales y la sustitución de motores en el campamento, los tres LC-130 volaron a la Base McMurdo el 26 de diciembre de 1975, el 14 de enero y el día de Navidad de 1976.
Desde noviembre de 1977 hasta marzo de 1978 un equipo francés de 13 personas se instaló en el campamento existente dejado por los equipos de rescate de las aeronaves. Ellos llevaron varias toneladas de equipos, gracias a los aviones VXE-6 y lograron perforar hasta 980 m extrayendo columnas de hielo, que más tarde analizaron en sus laboratorios. Las muestras de hielo correspondían a entre 45 000 y 50 000 años de antigüedad.
Durante el verano austral de 1979-80, el campamento fue nuevamente ocupado por estadounidenses y franceses, bajo los auspicios del US Antarctic Research Program, patrocinado por la Fundación Nacional de Ciencia. Se llevaron a cabo estudios sobre la perforación profunda del núcleo de hielo, meteorología y sísmicos. El campamento, con una población máxima en verano de 18 personas, fue operado y mantenido por cuatro empleados de ITT Antarctic Services y un miembro del cuerpo médico de la Marina Naval Estadounidense. Cuando el campamento fue cerrado en enero de 1980, se dejó una estación remota impulsada por energía nuclear.
En 1992 Francia decidió construir una nueva estación en la meseta Antártica; al programa más tarde se unió Italia. En 1996 un equipo francoitaliano estableció un campamento de verano en el domo C. Los dos objetivos principales del campamento eran la prestación de apoyo logístico a la EPICA y la construcción de una estación de investigación permanente. La nueva instalación, la Base Concordia, entró en funcionamiento en 2005. Posteriormente, se llamó domo Concordia en honor a la referida base científica francoitaliana.

## Entorno ambiental

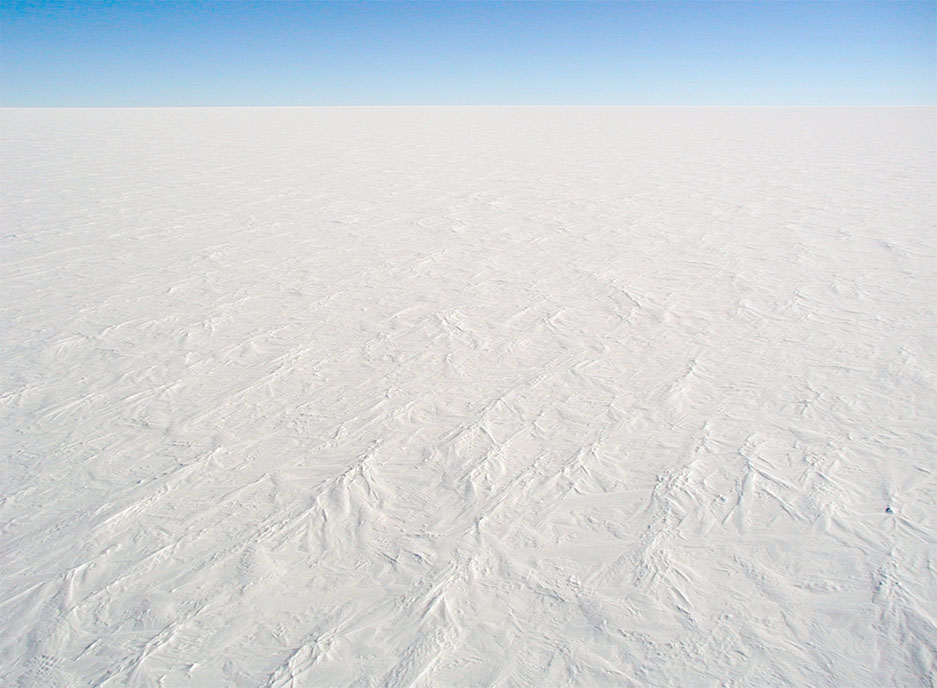
Vista del alto, plano, y frío entorno de la meseta Antártica en el domo C.

El domo C es uno de los lugares más fríos de la Tierra. Las temperaturas apenas se elevan por encima -25 °C en el verano y pueden caer por debajo de los -80 °C en el invierno. La temperatura del aire media anual es de -54,5 °C. La humedad es baja y también es muy seco, con muy poca precipitación durante todo el año.
El domo C no experimenta los vientos catabáticos típicos de las regiones costeras de Antártida debido a su ubicación elevada y su relativa distancia de los bordes de la meseta Antártica. La velocidad típica del viento en el invierno es de 2,8 m/s.
El domo C se encuentra en la cima de la meseta Antártica, el desierto gélido más grande del mundo. Ningún animal y/o ninguna planta vive a más de una decena de kilómetros de las costas del océano Austral. Sin embargo, se han visto págalos antárticos (Stercorarius mccormicki) sobrevolando la Base Concordia, a 1200 km de sus fuentes alimentarias más cercanas. Se cree que estas aves marinas aprendieron a cruzar el gélido continente blanco en lugar de circumnavegarlo.

## Observatorio astronómico
El domo C es notable por su potencial de ser un muy buen sitio de observación astronómica. La transparencia de la atmósfera antártica permite la observación de estrellas, incluso cuando el Sol está en su ángulo de elevación más alto posible de 38°. La buena visión se debe a la muy baja emisión infrarroja del cielo, la extremadamente baja humedad, el alto porcentaje de tiempo libre de nubes, el bajo contenido atmosférico de partículas y de polvo, y la ausencia de contaminación lumínica aparte de las auroras australes y la luz de la luna. Esta ubicación fue un serio candidato para el Observatorio Europeo Austral y para el Telescopio Europeo Extremadamente Grande. Sin embargo, la cobertura de cielo es menor que en otras localizaciones de latitudes más bajas para objetos del hemisferio celeste norte, ya que nunca se elevan o están demasiado bajos por encima del horizonte.

## Clima
| Parámetros climáticos promedio de Domo C, 1982-presente | Parámetros climáticos promedio de Domo C, 1982-presente | Parámetros climáticos promedio de Domo C, 1982-presente | Parámetros climáticos promedio de Domo C, 1982-presente | Parámetros climáticos promedio de Domo C, 1982-presente | Parámetros climáticos promedio de Domo C, 1982-presente | Parámetros climáticos promedio de Domo C, 1982-presente | Parámetros climáticos promedio de Domo C, 1982-presente | Parámetros climáticos promedio de Domo C, 1982-presente | Parámetros climáticos promedio de Domo C, 1982-presente | Parámetros climáticos promedio de Domo C, 1982-presente | Parámetros climáticos promedio de Domo C, 1982-presente | Parámetros climáticos promedio de Domo C, 1982-presente | Parámetros climáticos promedio de Domo C, 1982-presente |
| Mes                                                     | Ene.                                                    | Feb.                                                    | Mar.                                                    | Abr.                                                    | May.                                                    | Jun.                                                    | Jul.                                                    | Ago.                                                    | Sep.                                                    | Oct.                                                    | Nov.                                                    | Dic.                                                    | Anual                                                   |
| ------------------------------------------------------- | ------------------------------------------------------- | ------------------------------------------------------- | ------------------------------------------------------- | ------------------------------------------------------- | ------------------------------------------------------- | ------------------------------------------------------- | ------------------------------------------------------- | ------------------------------------------------------- | ------------------------------------------------------- | ------------------------------------------------------- | ------------------------------------------------------- | ------------------------------------------------------- | ------------------------------------------------------- |
| Temp. máx. abs. (°C)                                    | -5.4                                                    | -12.9                                                   | -10.1                                                   | -32.9                                                   | -28.5                                                   | -30.2                                                   | -25.4                                                   | -26.5                                                   | -30.3                                                   | -23.1                                                   | -17.0                                                   | -9.4                                                    | '                                                       |
| Temp. máx. media (°C)                                   | -24.9                                                   | -33.7                                                   | -48.7                                                   | -58.5                                                   | -62.0                                                   | -58.9                                                   | -58.4                                                   | -57.8                                                   | -54.1                                                   | -44.8                                                   | -32.5                                                   | -24.8                                                   | -46.6                                                   |
| Temp. media (°C)                                        | -31.1                                                   | -40.6                                                   | -54.0                                                   | -61.9                                                   | -65.3                                                   | -62.3                                                   | -62.1                                                   | -61.7                                                   | -59.5                                                   | -52.2                                                   | -39.3                                                   | -30.4                                                   | -51.7                                                   |
| Temp. mín. media (°C)                                   | -37.5                                                   | -47.7                                                   | -59.4                                                   | -65.4                                                   | -68.7                                                   | -65.8                                                   | -66.0                                                   | -65.8                                                   | -65.2                                                   | -59.8                                                   | -46.2                                                   | -36.1                                                   | -57                                                     |
| Temp. mín. abs. (°C)                                    | -46.7                                                   | -60.0                                                   | -72.0                                                   | -75.9                                                   | -79.6                                                   | -77.3                                                   | -79.8                                                   | -84.6                                                   | -81.9                                                   | -74.0                                                   | -61.9                                                   | -45.9                                                   | -84.6                                                   |
| Fuente:                                                 |                                                         |                                                         |                                                         |                                                         |                                                         |                                                         |                                                         |                                                         |                                                         |                                                         |                                                         |                                                         |                                                         |